# Puente Nuevo (Murcia)
El puente Nuevo o puente de Hierro es un puente metálico de vigas parabólicas sobre el río Segura, finalizado en 1903 y situado en la ciudad de Murcia (Región de Murcia, España). Al ser el segundo puente urbano construido en la ciudad de Murcia sobre el río, fue llamado Puente Nuevo para diferenciarlo del puente Viejo, a pesar de que hoy día es el segundo más antiguo de la ciudad. 

## Antecedentes de un segundo puente para la ciudad
La idea de levantar un nuevo paso sobre el Segura en esta zona de la ciudad la tuvo el obispo Diego de Rojas y Contreras, quien colocó la primera piedra de un nuevo puente el 25 de agosto de 1758. Sin embargo, la falta de fondos o la voluntad de emplearlos fue retrasando el proyecto.
En 1785, el Secretario de Estado José Moñino, Conde de Floridablanca, anuncia en el Ayuntamiento la providencia real de realizar “obras en el Puente nuevo, Pared del río y Molinos” de la ciudad. El proyecto fue presentado personalmente por su autor, Manuel Serrano, “arquitecto director de Caminos”.
Del conjunto de este plan poco habría de realizarse. El obligado retiro de Moñino siete años más tarde lo detuvo cuando apenas se había construido el sector del muro fluvial entre el Puente de los Peligros y las proximidades de la entonces denominada plaza de las Barcas, donde se trataba de construir el puente nuevo, protegiendo así el importante sector urbano que de forma continua se extendía a lo largo de la margen izquierda del río.

## Construcción y características
El definitivo Puente Nuevo fue proyectado en 1894 por el ingeniero de caminos, canales y puertos José María Ortíz y fue construido por la empresa Materiales para Ferrocarriles y Construcciones de Barcelona (en el mismo lugar donde se proyectó el anterior cien años antes) con un presupuesto de 592.982,95 pesetas, finalizando las obras el 21 de febrero de 1903.

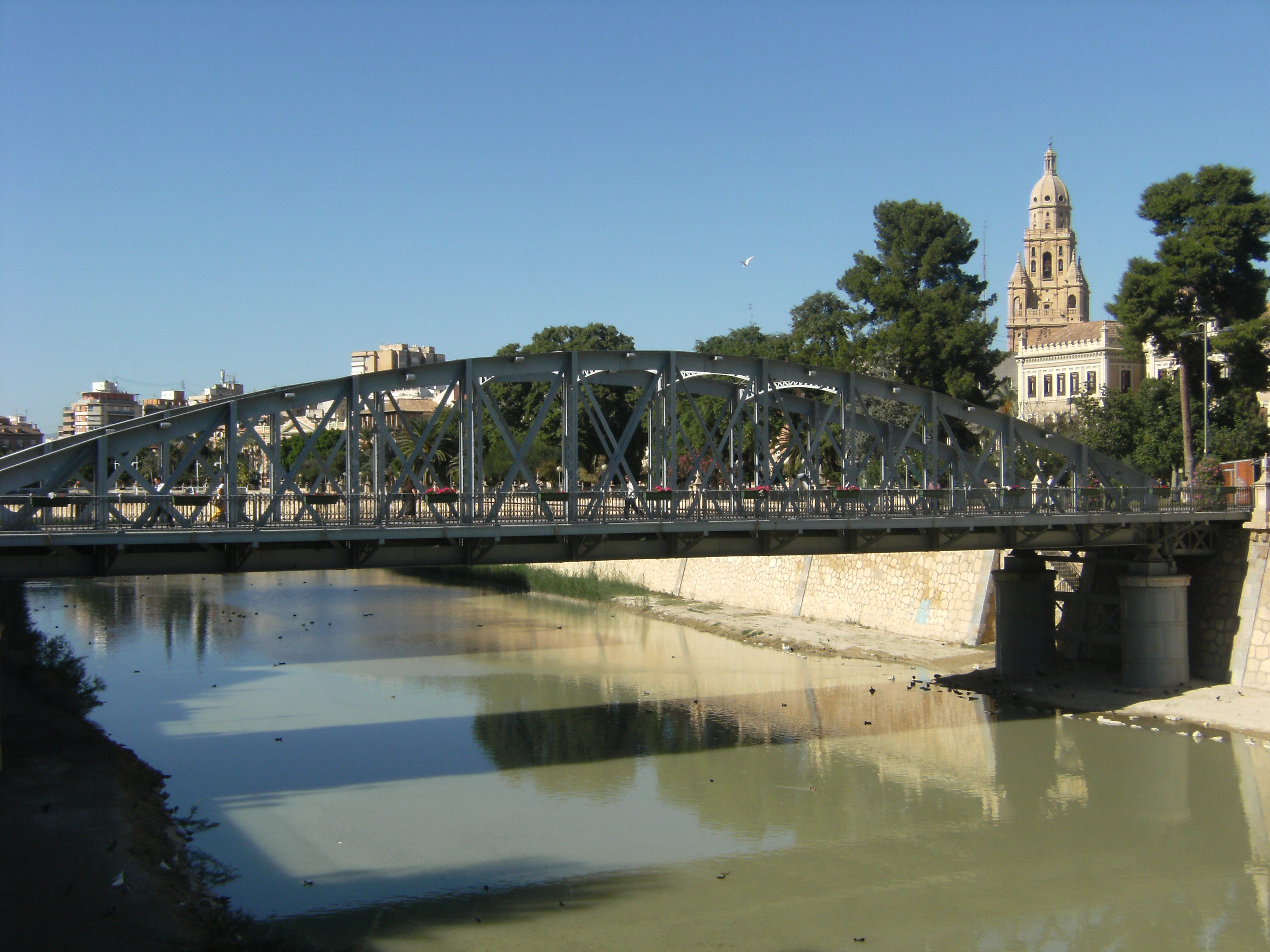
El puente Nuevo o de Hierro.

Inicialmente, el puente se caracterizaba por un tramo metálico de vigas parabólicas de 46,80 metros con andenes exteriores, apoyado sobre pilas tubulares; y por ocho tramos también metálicos de 11,25 metros de luz apoyados sobre palizadas metálicas que constituían los dos accesos al puente.
Los tramos de acceso, incluido el que pasaba sobre los antiguos jardines de Ruiz Hidalgo, desaparecieron con la nueva canalización del río Segura realizada a finales de los años 50 del siglo XX, que redujeron notablemente la amplitud del cauce, quedando únicamente a la vista el tramo central con las vigas parabólicas.

## Cierre al tráfico y restauración
En marzo de 2001, el puente fue cerrado al tráfico por motivos estructurales. El Ayuntamiento de Murcia decidió su restauración intentando conservar al máximo la estructura original, lo que supuso su transformación en puente exclusivamente peatonal debido a que el puente original no fue diseñado para las cargas de tráfico que exige la normativa vigente (IAP-98).
El proyecto de restauración de junio de 2001 fue realizado por Javier Manterola. Después de una serie de trabajos preliminares que confirmaron la validez de las propuestas de restauración, las obras comenzaron el 26 de julio de 2002, reabriéndose el puente al público el 13 de mayo de 2003.